# Hermann Günther Grassmann
Hermann Günther Grassmann (né le 15 avril 1809 à Stettin et mort le 26 septembre 1877 dans la même ville) est un mathématicien et indianiste prussien. Polymathe, il est connu de ses contemporains en tant que linguiste. Physicien, néo-humaniste, érudit mais aussi éditeur, Hermann Grassmann est avec Niels Abel, Évariste Galois et Georg Cantor l’un des grands mathématiciens « malheureux » du XIXe siècle. Selon le mot de Albert C. Lewis :

« Il semble que ce soit le destin de Grassmann d'être redécouvert de temps en temps, à chaque fois comme s'il avait été presque oublié […] »

Il est considéré aujourd'hui comme le fondateur du calcul tensoriel et de la théorie des espaces vectoriels.

## Biographie

### Enfance
Hermann Grassmann est né en Poméranie à Stettin (ou Szczecin) sur les bords de l'Oder, à une courte distance de la mer Baltique. Il est le troisième des douze enfants de Justus Günter Grassmann (de) (1779-1852) et de Johanne Luise Friederike Medenwald. Son père, marqué par des études théologiques (on le dit piétiste et fut peut-être pasteur), enseigne les mathématiques et la physique au gymnasium de Stettin en Pologne. Il a fait ses études à l'université de Halle, et a enseigné d'abord comme précepteur, puis a travaillé comme directeur d'école dans la ville de Pyritz. On connaît également de lui quelques travaux de cristallographie.
Enfant, Hermann Günther est éduqué par sa mère. Il aime la musique et apprend à jouer du piano ; rêveur, sa mémoire est mauvaise et il souffre d'un manque de concentration. Son père juge qu'il n'a rien d'un enfant prodige, et songe pour lui à un métier de jardinier ou de bijoutier. Hermann entre néanmoins au gymnasium où enseigne son père.

### Études supérieures
Il part à Berlin en 1827, avec son frère aîné, pour aller étudier la théologie à l'université. Il prend pendant un semestre des cours de théologie, de littérature classique, de philosophie. Ces études l'épuisent et il tombe malade. Influencé par August Neander et Friedrich Schleiermacher, sa passion se porte cependant vers les mathématiques. Toutefois il ne suit pas leur enseignement, ni ne prend de cours de physique ; il les découvre au travers des quelques livres rédigés par son père.

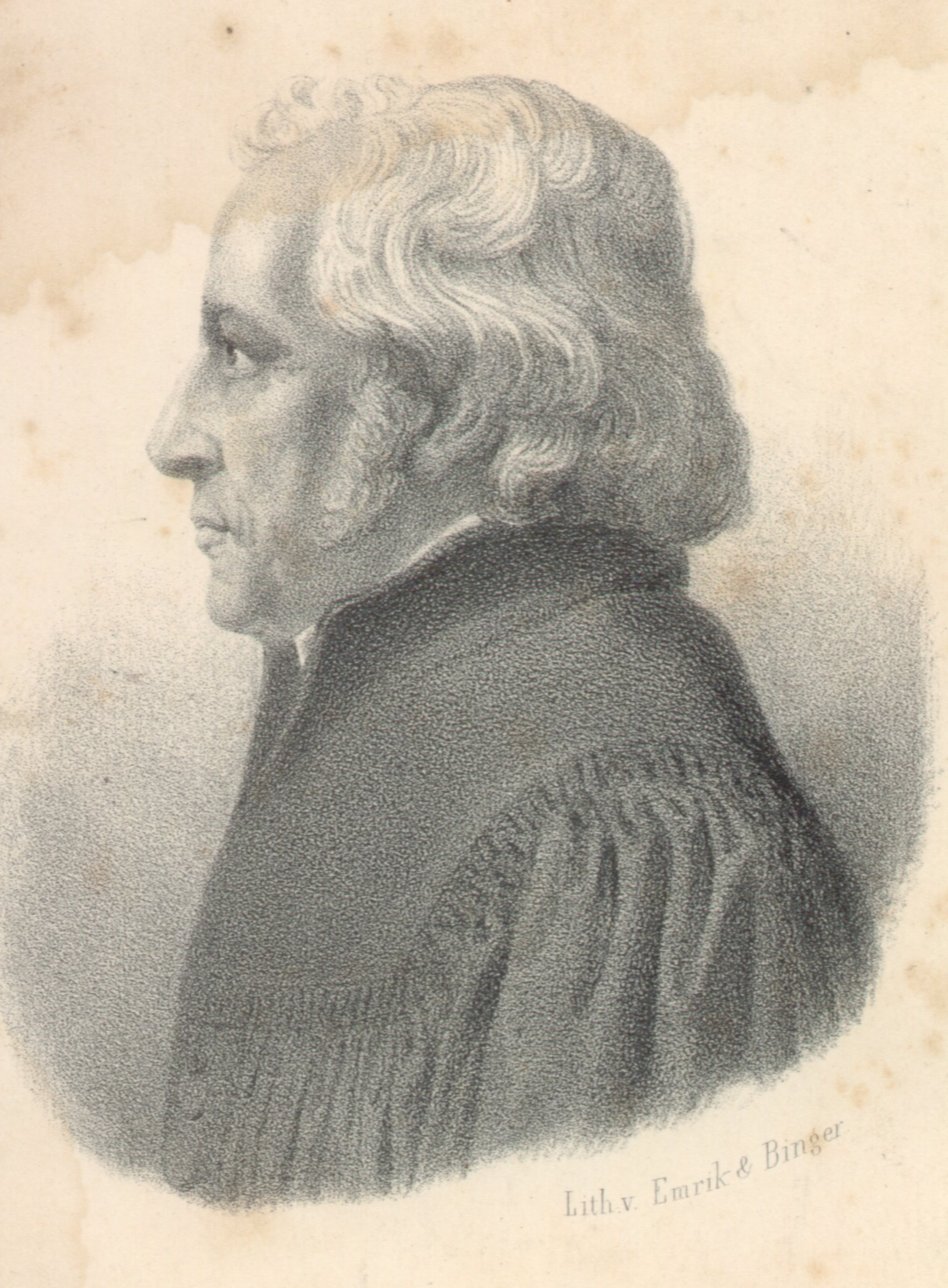
Friedrich Schleiermacher

En 1830, il retourne à Stettin, enseigner les mathématiques, mais rate son examen et exerce en tant qu'assistant. Il devient professeur assistant à l'université de Berlin en 1832. C'est vers cette période qu'il fait ses premières recherches importantes en mathématiques comme il le déclarera plus tard à Saint-Venant dans une de ses lettres :

« J'ai été frappé par la merveilleuse similarité de vos résultats et des découvertes que j'ai réalisées vers 1832. J'ai conçu l'idée de sommer et de faire le produit de deux ou trois lignes géométriques cette année-là. Mais, occupé par d'autres travaux je n'ai pu en développer l'idée avant 1839. »

En 1834, Grassmann prend la succession de Jakob Steiner à l'université de Berlin. Il commence réellement à enseigner les mathématiques. Il semble avoir eu quelques contacts avec Steiner.
Mais, un an plus tard, Grassmann retourne à Stettin pour enseigner les mathématiques, la physique, l'allemand, le latin et la théologie à l'école Otto. Il passe ses examens pour enseigner la théologie (deuxième partie en 1838) et commence parallèlement l’écriture de travaux sur la cristallographie. Toutefois, il n'enseignera jamais plus au niveau universitaire. En 1839, son travail sur les cristaux est jugé intéressant par August Ferdinand Möbius.
Afin de prouver ses compétences en mathématiques, Grassmann se lance alors vers des travaux sur les marées, et à cette occasion, il établit les fondements de la théorie des espaces vectoriels et de l'algèbre linéaire. Son rapporteur, Carl Ludwig Conrad, ayant à lire un essai remarquablement long, en bâcle la lecture en 4 jours (du 26 avril au premier mai 1840). Il rate donc complètement l'importance fondamentale de ce travail.

### Premiers travaux
En 1840, il est habilité à enseigner à tous les niveaux du lycée.
En 1844, il publie (sans succès) son ouvrage majeur : Die lineale Ausdehnungslehre, ein neuer Zweig der Mathematik (L'Enseignement de l'extension linéaire, une nouvelle branche des mathématiques). Dans la préface, il explique les raisons qui l'ont poussé dans cette étude.

« La première impulsion est venue de considération sur la signification des nombres négatifs en géométrie. Habitué à voir AB comme une longueur, j'étais néanmoins convaincu que AB = AC + CB, quelle que soit la position de A, B et C sur une droite. »

Plus loin, il décrit comment il a prolongé cette réflexion aux rectangles, à leurs aires orientées, etc., aux parallélépipèdes et à leurs volumes. Il anticipe d'un même mouvement le calcul barycentrique de Moebius, allant plus loin que lui dans la formalisation de la multiplication d'un scalaire par un vecteur. Cette idée, Grassmann avoue qu'il la doit à son père, Justus, dont il cite un extrait, où on retrouve les accents de l'algèbre nouvelle de Viète : « le rectangle est réellement le vrai produit de deux longueurs […] » Il en résulte une idée neuve, qui va bien au-delà de l'addition des forces ou des complexes (dont il ignore les représentations géométriques données par Gauss en 1831), et qui fonde la théorie des espaces vectoriels et plus précisément de l'algèbre extérieure.
En 1846, il donne une extension de ce travail aux courbes algébriques, mais là encore, sans écho. Il remporte un prix de la société Jablonowski (la plus ancienne société de promotion des relations scientifiques et culturelles germano-polonaises ; elle est basée à Leipzig). En 1847, il demande un poste universitaire au ministre prussien de l'éducation. Celui-ci interroge Ernst Kummer. Selon ce dernier, Grassmann a écrit des choses intéressantes, mais exprimée sous forme insuffisante. Cette note prive Grassmann de toute chance d'obtenir un poste universitaire.

### Révolution de 1848
Dès 1847 des émeutes de la faim secouent les villes allemandes de Poméranie. La révolution française de 1848 accélère le processus et lui donne un contenu politique. Défavorable à une révolution, Grassmann recherche une troisième voie, celle d'une monarchie respectueuse des droits des citoyens.
En 1848 et 1849, Hermann et son frère Robert Grassmann (1815-1901) se montrent favorables à l'unification de l'Allemagne sous la férule d'une monarchie constitutionnelle. Ils éditent certains des  journaux (Norddeutsche Zeitung) où ils écrivent (Vossischen Zeitung ; deutsche Wochenschrift). Mais en contradiction avec la ligne politique de ces journaux, lassé sans doute du combat militant, Grassmann s'écarte de cette voie.
La même année, le 12 avril, Grassmann se marie avec Marie Therese Knappe, fille d'un propriétaire terrien de Poméranie, de quinze ans plus jeune que lui et qui lui donnera onze enfants.

### Grassmann, enseignant de lycée
En 1852, à la mort de son père, il reprend le poste de ce dernier au lycée de Stettin. Il publie encore quelques travaux sur la résonance et une théorie du mélange des couleurs (en 1853), qui contredit celle proposée par Helmholtz. Il en sort également un essai sur la théorie des voyelles.
Vers 1853 commence une légère reconnaissance mathématique. Elle vient de Hamilton qui, dans son ouvrage sur les quaternions, utilise les notations de Grassmann et lui rend un hommage appuyé (que Grassmann ignore).
Mais cette tardive reconnaissance (intéressée semble-t-il uniquement par le souci de savoir si Grassmann lui contestera la primauté de son invention) vient trop tard : Grassmann est aigri de ne pas être reconnu pour des travaux novateurs, révolutionnaires.
En 1861, retravaillant ses ouvrages de géométrie, Grassmann redéfinit l'addition et la multiplication des entiers de façon axiomatique (par récurrence), et ce vingt ans avant Giuseppe Peano et Georg Cantor. En 1862, il publie une seconde édition de ses travaux. Elle est mieux écrite, débarrassée de ses interprétations philosophiques, mais elle ne rencontre guère plus de succès.

### Redécouverte tardive

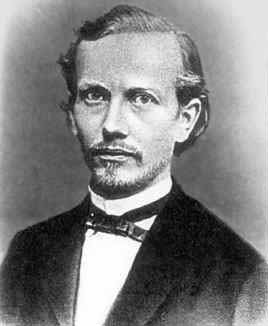
Hermann Hankel

Le 24 novembre 1866, Hermann Grassmann reçoit une lettre de Hermann Hankel, qui lui fait part de sa joie à la lecture de ses théories et demande quelques éclaircissements. Une correspondance en naît mais Hankel manque de poids et ne peut rien pour Grassmann.
En 1869, c’est Felix Klein, qui, au travers de la théorie de Hankel (calculs complexes) remarque le nom de Grassmann. Il en avise son collègue Alfred Clebsch.
En 1871, sur recommandation de Clebsch, Grassmann  est admis à l'Académie des sciences de Göttingen en qualité de membre correspondant. Dès lors arrive la reconnaissance. Felix Klein mentionne son travail devant Sophus Lie.

### Succès en linguistique et en philologie
C’est par la linguistique, vers laquelle il se tourne avec l’aide de Franz Bopp et à laquelle il donne tout son temps, qu’il finit par recevoir la consécration. Il apprend le sanscrit, le gotique, abandonne ses recherches mathématiques et se consacre à un dictionnaire de sanskrit et une traduction complète du Rig-Véda (1876-1877). Il est un des premiers à formaliser la toute jeune linguistique historique. Publiée à Leipzig, sa traduction sera toutefois contestée au nom d'une simplification des lexèmes, notamment par Abel Bergaigne. Néanmoins, Il devient fameux pour sa traduction et, soutenu par Rudolf von Roth, il entre à l’université de Tübingen et, en 1876, il reçoit le titre de docteur honoris causa de l’université pour ses travaux en linguistique. Ses travaux dans ce domaine sont bien mieux reconnus que ses travaux mathématiques, et il est notamment élu membre de l’American Oriental Society.

### Dernières mathématiques
Peu avant sa mort, en 1877, il entreprend toutefois une réédition du livre de 1844, épuisé ou mis au pilon, faute d’acheteurs.
Grassmann éleva sept enfants dont l'un, Hermann Ernst Grassmann, devint professeur de mathématiques à l'université de Giessen et entra en correspondance régulière avec Sophus Lie.

### Postérité
Ces travaux sont reconnus par Peano, en 1888, trente ans après leur première publication. En septembre 2009 a eu lieu, entre Stettin et Potsdam, et pour fêter le bicentenaire de sa naissance, un grand séminaire international consacré à l’importance de ses travaux mathématiques. Parmi les participants français : Paola Cantù, des Archives Poincaré, Université de Nancy a2, Nancy ;  Henry Crapo, du CAMS, EHESS, Paris ; Dominique Flament, de la Maison des sciences de l'homme & CNRS, Chaire Charles Morazé & Équipe F2DS, Paris ; Norbert Schappacher, de l'Institut de recherche mathématique avancée, Université de Strasbourg.

## Contributions scientifiques

### Inventeur des structures vectorielles
L’étude de la géométrie dans un cadre général, où s'abolissent les particularités des dimensions 2 et 3, est l’idée forte de Grassmann. La notion de vecteurs, apparue pour la première fois chez Simon Stevin à la fin du XVIe siècle, avait déjà pleinement évolué. Imitant François Viète, le philosophe Leibniz développe en 1679 (dans une lettre à Huygens) l'exposé de premiers calculs sur les entités géométriques. Toutefois, cette intuition demandait à être formalisée dans le cadre d'une théorie qui la dépouille des points, et en donne une axiomatique rigoureuse.
En 1835, l'Italien Bellavitis, professeur à l'université de Padoue, publie un premier ouvrage sur le calcul des lignes équipollentes (nos vecteurs actuels).
En 1839, dans sa thèse Théorie des flots et des marées, Grassmann utilise ces méthodes vectorielles. Mais cette thèse n'est pas lue par son examinateur. Elle ne sera publiée qu'en 1911. C'est pourtant dans cette thèse, que Grassmann définit la somme de deux vecteurs dans l'espace, leur déterminant (comme l'aire de la surface orientée du parallélogramme qu'ils engendrent), le déterminant de trois vecteurs de l'espace (comme volume du parallélépipède orienté qu'ils engendrent). Ce calcul vectoriel apparaît comme l'ancêtre du nôtre et permet à Grassmann de simplifier les calculs que Lagrange avait fait dans sa Mécanique analytique. 
Par la suite, le travail d'axiomatisation se poursuit sous l'impulsion de Hamilton et de Grassmann. En 1843, Hamilton donne une première version de ses quaternions (en dimension 4 donc).
En 1844, dans son Ausdehnungslehre, Grassmann développe l'idée d'une structure algébrique dans laquelle les symboles représentant des quantités (points, droites, plans) sont régis par des règles ; ce faisant, il dégage une structure géométrico-algébrique générale, proche de la conception axiomatisée actuelle des espaces vectoriels de dimension finie.
Ces idées sont plus riches et plus générales que celles exposées par Hamilton ; ici l'algèbre linéaire prend véritablement naissance et cet ouvrage, Die Lineale Ausdehnungslehre, semble la première publication importante dans le cadre de la théorie des espaces vectoriels. Néanmoins, réalisée « en marge des milieux académiques », cette théorie et les méthodes de calculs de Grassmann, que l'on regroupe aujourd'hui sous le terme de calcul vectoriel, passe pratiquement inaperçue.
Il y définit pourtant le produit scalaire et le produit extérieur, généralisation de ce que Willard Gibbs et William Kingdon Clifford appellent en dimension 3 le produit vectoriel. Il y dénonce aussi le piège de la confusion entre nombre et grandeur. Bien trop en avance sur son temps, abstrait et assez mal écrit, ce livre demeure, de fait, ignoré pendant quinze ans.
Il faut attendre 1860, pour que les mathématiciens italiens Cremona, Bellavitis et Peano commencent à s'y intéresser. En 1862, la réimpression de l'Ausdehnungslehre, débarrassée de ses considérations philosophiques, et augmentée de résolutions de problèmes nouveaux (solution du problème de Pfaff) est plus complète et plus lisible.
Ce sont alors les compatriotes de Grassmann, Hankel (1867), Victor Schlegel (1869), Clebsch (1872) et Klein qui lui marquent leur sympathie. Schlegel diffuse l'œuvre de Grassmann au travers de ses élèves. Mais la véritable reconnaissance lui viendra de l'Américain Gibbs qui, avec Klein, rassemble ses œuvres et les publie entre 1894 et 1911. À cette époque les héritiers de Hamilton, dont Tait, s'opposent aux développement du calcul vectoriel, au nom d'une fidélité aux quaternions.
Après eux viendront Maxwell et Clifford, qui fut l'un des premiers mathématiciens à célébrer ensemble Grassmann et Hamilton. Clifford publie en 1878 une Application de l'algèbre de l'extension de Grassmann.
En l'honneur de Grassmann, on a baptisé « grassmanniennes » les variétés qui formaient le but de ses recherches ; il s'agit d'un ensemble, muni de sa topologie, dont les éléments sont les sous-espaces vectoriels de même dimension d'un espace vectoriel fixé. On note G(k, n) la grassmannienne des sous-espaces de dimension k dans un espace de dimension n. La métrique en est donnée par d(E,F) = inf {⫼ id – g⫼ | g(E) = F} où g parcourt l'ensemble des isométries affines.
On lui doit également le théorème des dimensions, qu'on appelle aujourd'hui formule de Grassmann :
{\displaystyle \dim(F+G)+\dim(F\cap G)=\dim F+\dim G}
pour deux sous-espaces F et G d'un même un espace vectoriel.

### Travaux en linguistique
La loi de Grassmann, dite « loi de dissimilation des aspirées », est une loi de phonétique qui décrit les modifications survenus dans une phase préhistorique des langues indo-européennes, tant en grec ancien qu'en sanskrit. Ces modifications se poursuivent tout au long de leur histoire. Communes aux deux langues, elles sont connues et expliquées par les grammairiens indiens[réf. nécessaire], mais porte le nom de leur « découvreur » occidental. Elle porte sur les successions de consonnes aspirées, dont la première est dissimilée. On retrouve cette loi tant au stade préhistorique, qu'au stade historique. Elle possède des pseudo-formes irrégulières et l'explication de son origine est encore controversée.

### Travaux en sciences physiques
On lui doit la loi d’addition des couleurs, énoncée dès 1853. Ce principe est généralement connu sous le nom de principe de composition linéaire ou parfois lois de Grassmann car Grassmann, a été le premier à l'énoncer.
- La plupart des couleurs de lumières peuvent être obtenues par la superposition de trois couleurs primaires.
- Le phénomène est linéaire, soumis au principe de superposition.

Ces lois sont liées au métamérisme et à la synthèse additive.

## Publications
- 1844. Die lineale Ausdehnungslehre. Leipzig: Wiegand. Traduction anglaise, 1995, by Lloyd Kannenberg, A new branch of mathematics. Chicago: Open Court.
- 1861. Lehrbuch der Mathematik fur hohere Lehrenstalten, Band 1. Berlin: Enslin.
- 1862. Die Ausdehnungslehre, vollstandig und in strenger Form bearbeitet. Berlin: Enslin. English translation, 2000, by Lloyd Kannenberg, Extension Theory. American Mathematical Society.
- (en) Hermann Grassmann Extension theory traduction du précédent.
- 1894-1911. Gesammelte mathematische und physikalische Werke, in 3 vols. Friedrich Engel ed. Leipzig: B.G. Teubner. Reprinted 1972, New York: Johnson.